# София Бобчева
София Бобчева е българска театрална и филмова актриса.

## Биография
Родена е на 14 юни 1985 г. в град Пловдив.
През 2008 г. завършва НАТФИЗ „Кръстю Сарафов“ със специалност „Актьорско майсторство за драматичен театър“ в класа на проф. Стефан Данаилов.
Играла е в Театралната работилница „Сфумато“, театрите в Пловдив, Ловеч и Пазарджик, а от 2011 г. е в трупата на Народния театър „Иван Вазов“, където играе в „Аз плащам“, „Веселите уиндзорки“, „Злият принц“, „Нова земя“ и други.
Играе и в постановката „Игра за двама“, където си партнира с Александър Кадиев.
Играе в множество филми и сериали, измежду които са Лора в „Мъж за милиони“, Моника в „Забранена любов“, Рени в „Стъклен дом“, Диана в „Скъпи наследници“, Роза в „Засукан свят“, Ваня в „Мен не ме мислете“ и други.
Също така играе скечове в комедийните предавания „Ку-ку“, „Вечерното шоу на Азис“, „Царете на комедията“, „Нашенци“, „5400“, „Пълна лудница“ и други.
На 20 февруари 2020 г. е премиерата на моноспектакъла ѝ „Бонбон“ на сцената на Народния театър.
На 23 май 2022 г. участва в спектакъла „Бандата на Ламбо“ от новоиздадения фестивал „Арт будилник“, заедно с Радина Боршош, Деян Ангелов, Дарин Ангелов, Евелин Костова, Павел Иванов и Ненчо Илчев под режисурата на Росица Обрешкова.

## Филмография
- „Мъж за милиони“ (2006) – Лора, режисьор Любомир Халачев
- „Приключенията на един Арлекин“ (2007), режисьор Иван Ничев
- „Добре дошли на Земята“ (2008), режисьор Къци Вапцаров
- „Е-79“ (2009), режисьор Иван Юруков
- „Забранена любов“ (2010) – Моника
- „Стъклен дом“ (2010) – Рени
- „Шшшт… Попей ми!“ (2012), режисьори Андрей Волкашин и Петър Вълчев
- „Недадените“ (2013) – служителка
- „Скъпи наследници“ (2018) – Диана[5]
- „Екшън“ (2019) – блондинката
- „Засукан свят“ (2019) – Роза, режисьор Мариус Куркински
- „Чичо Коледа“ (2021) - Надя
- „Мен не ме мислете“ (2022) – Ваня

## Отличия
- 2014 – Годишна награда на НАТФИЗ „Кръстьо Сарафов“ за най-добра актриса в театър и кино „НайНайНай“.[2]
- 2018 – награда „ИКАР“ за поддържаща женска роля за ролите на Зина от „Чаровно лято с неизбежните му там неприятности“ от Максим Горки и Медицинската сестра от „Танцът Делхи“ от Иван Вирипаев.[3]
- 2019 – номинация „Златен кукерикон“ за комедийна женска роля за ролята на Олга Книпер в „Ясна поляна“ от Миро Гарван на сцената на Театър 199 „Валентин Стойчев“.[3]
- 2020 – „Жена на годината“ в категория „Актриси“ на сп. GRAZIA.[10]